# Defense Grid: The Awakening
Defense Grid: The Awakening är ett spel utvecklat av Hidden Path Entertainment. Spelet släpptes till PC 8 december 2008, Xbox 360 2 september 2009 och till Mac OS Classic 5 juli 2010. Spelet är ett Tower defense-spel i 3D.
Det har släppts ett kartpaket vid namn Borderlands, fyra kartpaket som utgör episoden Resurgence och ett expansionspaket med namnet You monster som utspelas i samma universum som spelet Portal.
Handlingen går ut på att man ska stoppa utomjordingar från att stjäla battericeller genom att bygga torn på speciella plattor. Spelet börjar med enklare torn och allt eftersom spelet fortlöper kan man också uppgradera tornen. Det finns totalt tio olika torn och varje torn har speciella egenskaper. Poäng får man i spelet i form av valuta för varje utomjording man dödar. Med de intjänade poängen kan man uppgradera sina torn eller köpa nya. Man kan också tjäna in poäng genom ett räntesystem som fungerar så att ju mer krediter man har, desto mer krediter får man, baserat på hur många battericeller man fortfarande har i kraftstationen.
| Mottagande      | Mottagande    |
| Samlingsbetyg   | Samlingsbetyg |
| Tjänst          | Betyg         |
| --------------- | ------------- |
| Metacritic      | 82%           |
| Recensionsbetyg |               |
| Publikation     | Betyg         |
| Gamepro         | 4.5/5         |
| IGN             | 8.9/10        |
| PC Gamer US     | 90%           |